# Kurtlar Vadisi Pusu
Kurtlar Vadisi Pusu es una serie de televisión turca del género de acción, drama y política, producida por Pana Film. La serie, que consta de 10 temporadas, se emitió por última vez con su episodio número 300, que se emitió el 16 de junio de 2016, con su final de temporada.

## Personajes
| Actor          | Personaje      | Temporada | Temporada | Temporada | Temporada | Temporada | Temporada | Temporada | Temporada | Temporada | Temporada | Episodios |
| -------------- | -------------- | --------- | --------- | --------- | --------- | --------- | --------- | --------- | --------- | --------- | --------- | --------- |
| Actor          | Personaje      | 1         | 2         | 3         | 4         | 5         | 6         | 7         | 8         | 9         | 10        | Episodios |
| Necati Şaşmaz  | Polat Alemdar  | Principal | Principal | Principal | Principal | Principal | Principal | Principal | Principal | Principal | Principal | 1–300     |
| Gürkan Uygun   | Memati Baş     | Principal | Principal | Principal | Principal | Principal | Principal | Principal |           |           |           | 1–162     |
| Kenan Çoban    | Abdülhey Çoban | Principal | Principal | Principal | Principal | Principal | Principal | Principal | Principal |           |           | 1–229     |
| Erhan Ufak     | Erhan Ufuk     | Principal | Principal | Principal | Principal | Principal | Principal | Principal | Principal | Principal | Principal | 1–300     |
| Cahit Kayaoğlu | Cahit Kaya     |           |           |           | Principal | Principal | Principal | Principal | Principal | Principal | Principal | 77–300    |

## Datos interesantes
- Alguien que perdió su camioneta vio su vehículo en el estacionamiento 13 años después en una escena de la serie de televisión. Cuando fue a recoger su coche, tuvo que pagar una tarifa de aparcamiento de 47.000 liras.[1]